# Overlijden van Kelsey Briggs
Kelsey Shelton Smith-Briggs (28 december 2002 - 11 oktober 2005) werd slachtoffer van kindermishandeling in de Amerikaanse staat Oklahoma. Haar dood leidde tot een wetswijziging in die staat om de bescherming van kinderen te verbeteren. Briggs stond onder toezicht van het Oklahoma Department of Human Services (OKDHS) van januari 2005 tot aan haar dood.

## Voorgeschiedenis
Briggs werd geboren op 28 december 2002 in Oklahoma City. Toen waren haar ouders al gescheiden. Het meisje werd opgevoed door haar moeder, en hield contact met de familie van haar vader. 
Van januari 2005 tot haar overlijden in oktober werden incidenten van geweld tegen Briggs gemeld en gedocumenteerd. De gedocumenteerde verwondingen die het meisje opliep als gevolg van het geweld omvatten een gebroken sleutelbeen, gebroken benen en vele blauwe plekken en schrammen over haar hele gezicht en lichaam. Diezelfde maand werd Briggs onder de hoede van het OKDHS bij haar grootmoeder van vaderszijde geplaatst. Op 15 juni 2005 werd Briggs, tegen het advies van het OKDHS in, weer bij haar moeder en stiefvader geplaatst door de rechter. Deze was van oordeel dat de dader van het geweld "onbekend" was.

### Overlijden
Kelsey Shelton Smith-Briggs stierf op 11 oktober 2005 in Meeker, Oklahoma, in het huis van haar moeder en haar stiefvader. De dood was het gevolg van een buiktrauma door stomp geweld. Haar overlijden werd aangemerkt als moord.

## Rechtszaak en oordeel
De stiefvader werd beschuldigd van aanranding en moord met voorbedachten rade. In februari 2007 pleitte hij schuldig voor het toelaten van kindermisbruik en werd veroordeeld tot 30 jaar gevangenisstraf.
De moeder werd op 18 juli 2007 schuldig bevonden aan het toelaten van kindermisbruik. De jury stelde een straf van 27 jaar voor. In september 2007 werd zij veroordeeld tot 27 jaar gevangenisstraf. Een verzoek van haar voor een herziening van de zaak werd verworpen. In het beroep tegen de uitspraak werd de uitspraak in februari 2011 bevestigd.

## Hervorming van de wet op de kinderbescherming
Op 26 april 2006 heeft de Senaat van Oklahoma de Kelsey Smith-Briggs Child Protection Reform Act aangenomen om de manier waarop de rechtbanken en het OKDHS zaken behandelen die gaan over kindermishandeling en verwaarlozing, te veranderen.